# Amblyrhynchotes honckenii
Amblyrhynchotes honckenii е вид лъчеперка от семейство Tetraodontidae. Видът е незастрашен от изчезване.

## Разпространение и местообитание
Разпространен е в Мавриций, Мадагаскар, Маршалови острови, Микронезия, Мозамбик, Сейшели и Южна Африка.
Среща се на дълбочина от 2 до 1000 m, при температура на водата от 9,7 до 25,9 °C и соленост 34,4 – 35,4 ‰.

## Описание
На дължина достигат до 30 cm.